# Esrum Å
Esrum Å är ett vattendrag på ön Själland i Danmark. Ån ligger i Region Hovedstaden, 45 km norr om Köpenhamn. Dess källa är Esrum Sø och den flyter samman med Gurre Å innan utloppet i Öresund vid Dronningmølle.